# Walworth Barbour

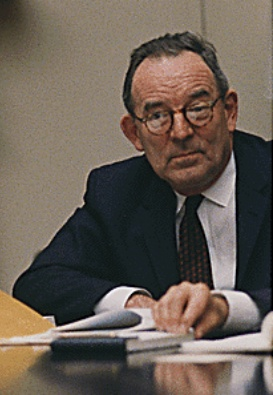
Walworth Barbour 1968 bei einer Anhörung im Weißen Haus

Walworth Barbour (* 4. Juni 1908 in Cambridge, Massachusetts; † 21. Juli 1982 in Gloucester, Massachusetts) war ein US-amerikanischer Diplomat. Er war von 12. Juni 1961 bis 19. Januar 1973 Botschafter der Vereinigten Staaten in Israel. 

## Leben
Walworth Barbour ging an der Phillips Exeter Academy zur Schule und studierte an der Harvard University, wo er 1930 mit einem Bachelor of Arts abschloss. Er ging in den Auswärtigen Dienst. Seine erste Position im Ausland war 1932 der Posten eines Vize-Konsuls in Neapel. Weitere Stationen waren Griechenland, Irak und Bulgarien. Während des Zweiten Weltkriegs war er als Offizier an die US-Botschaft in Ägypten abgestellt. 1949 wurde er als Berater an die Botschaft in Moskau berufen.
Ab 1952 machte er Karriere im US-Außenministerium. Er leitete zunächst die Abteilung für Ost-Europa-Fragen und wurde anschließend Deputy Assistant Secretary für ganz Europa. 1956 wurde er Geschäftsträger an der Botschaft beim Vereinigten Königreich in London.
1961 wurde er von US-Präsident John F. Kennedy als Nachfolger von Ogden R. Reid zum Botschafter in Israel berufen. In seine Amtszeit fielen der Sechstagekrieg und die Aufdeckung des israelischen Atomprogramms in Dimona. Im Juni 1970 überbrachte er Golda Meir den Rogers-Plan, den diese ablehnte. Er ging 1973 in Pension, als er aus Israel abgerufen wurde. Sein Nachfolger wurde Kenneth Keating. 
Für seine langjährigen Verdienste im diplomatischen Korps wurde Barbour 1969 zum Career Ambassador ernannt und erhielt 1971 den Distinguished Service Award des Außenministeriums.
Barbour war nie verheiratet, Botschaftsempfänge versuchte er so zu legen, dass seine Schwester Ellen Barbour als seine offizielle Begleiterin zu Gast sein konnte.
Die American International School in Even Yehuda, in der Scharonebene, ist nach ihm benannt.